# Majed Abdullah
Majed Abdullah (en arabe : el ماجدعبدالله) (né le 1er novembre 1958 à Jeddah) est l'un des meilleurs footballeurs saoudiens de l'histoire, buteur du club d'Al Nasr Riyad et de l'équipe d'Arabie saoudite.
Il a inscrit pas moins de 67 buts en équipe nationale (142 en comptant les buts non officiels) entre 1977 et 1994, ce qui en fait le meilleur buteur de l'histoire de la sélection saoudienne.
Il a remporté deux Coupes d'Asie des nations en 1984 et 1988. Lorsque l'Arabie saoudite a disputé sa première coupe du monde, en 1994, Majed Abdullah, âgé de 35 ans, en était le capitaine même s'il resta la plupart du temps sur le banc.